# Internierungslager Drosendorf

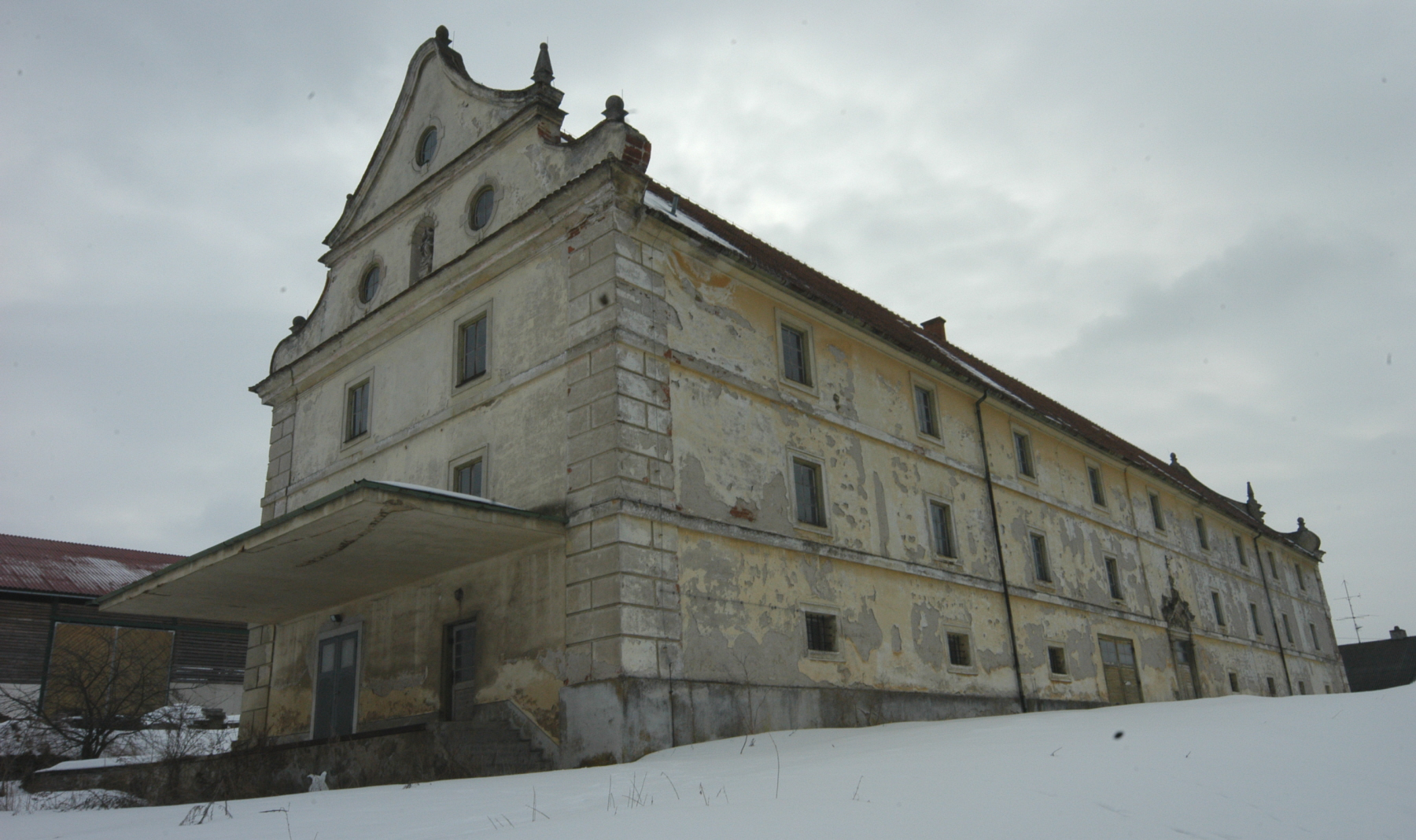
Der Schüttkasten von Drosendorf (Niederösterreich)

Das Internierungslager Drosendorf in Niederösterreich (Waldviertel) bestand während des Ersten Weltkriegs im Schüttkasten Drosendorf und diente der Aufnahme von Personen aus Staaten, die mit Österreich-Ungarn Krieg führten. Nach Kriegsende waren hier noch für kurze Zeit Béla Kun und einige seiner Anhänger interniert.

## Planung
Schon vor der Mobilmachung am 31. Juli 1914 wurde vom k.k. Ministerium des Inneren und dem k.u.k. Kriegsministerium über die künftige Behandlung von ausländischen Zivil- und Militärpersonen, die sich in der Donaumonarchie aufhielten und deren Heimatstaaten mit Österreich-Ungarn den Krieg erklärt hatten, beraten.
Es erging an alle Landesverwaltungen die Weisung, alle geeigneten Orte für ein Internierungslager zu melden.
Als Ersatz für das ursprünglich genannte Stift Geras bot der Bezirkshauptmann von Horn den Schüttkasten von Drosendorf an der Thaya an. Dieser lag ein wenig außerhalb der Stadt Drosendorf an der Straße nach Zissersdorf und nur wenige Gehminuten vom Bahnhof der Lokalbahn Retz–Drosendorf entfernt. Allerdings war er für Wohnzwecke nicht geeignet. Die Gutsverwaltung Hoyos bot an, die entsprechenden Adaptierungen gegen Kostenersatz durchzuführen.

## 1914 bis 1915
Ende August 1914 traf der erste Transport von 80 Internierten in Drosendorf an der Thaya ein, und diese begannen damit, den Schüttkasten bewohnbar zu machen. Die Fenster, die für den ursprünglichen Zweck des Getreidespeichers für eine gute Durchlüftung nur vergittert waren, mussten für die neue Verwendung erst abgedichtet werden, sowie Öfen aufgestellt werden. Die neu errichteten Schlafplätze bestanden nur aus  aufgeschüttetem Stroh. Eine Küche wurde an den Schüttkasten angebaut und Toiletten errichtet. Das Areal um den Schüttkasten wurde umzäunt. Trinkwasser, das vor Ort nicht zur Verfügung stand, musste in der ersten Zeit mit Fuhrwerken angeliefert werden, bis der von den Internierten gegrabene Brunnen das Lager mit Wasser versorgen konnte.
Neben den für die Errichtung der notwendigen Infrastruktur (Brunnenbau, später zusätzliche Lagerbaracken und das Lagerspital) erforderlichen Tätigkeiten wurden die Internierten auch für Hilfsarbeiten bei Bauern und Handwerkern in der Umgebung von Drosendorf herangezogen. Sie wurden aber auch bei verschiedenen Arbeiten in Niederösterreich und Wien eingesetzt. So wurde im Jahr 1917 die Pfarrkirche von Drosendorf von Internierten aus Italien renoviert. Für Frauen und Kinder wurde eine eigene Abteilung geschaffen, die aber bereits im Oktober nach einer Verlegung ins Internierungslager Karlstein an der Thaya wieder geschlossen wurde.
Am 5. September 1914 übernahm laut Weisung der niederösterreichischen Statthalterei der Bezirkshauptmann von Waidhofen an der Thaya das Kommando über das Internierungslager.
Die geplante Belegung mit ungefähr 1.700 Personen, doch diese Zahl musste auf etwa 650 reduziert werden, da der Dachboden des Schüttkastens als Wohnraum unbrauchbar war. Außerdem mussten in dem Schüttkasten noch eine Wachstube, ein Marodenzimmer für Leichterkrankte und ein Isolierzimmer für Patienten mit ansteckenden Krankheiten eingerichtet werden. Mitte November wurde an die niederösterreichische Statthalterei und das Kriegsüberwachungsamt vom Bezirkshauptmann gemeldet, dass die Adaptierungsarbeiten abgeschlossen sind und die Unterkünfte den hygienischen Erfordernissen entsprechen. An diesen wurde bis Jänner 1915 keine weiteren Veränderungen oder gar Verbesserungen durchgeführt, dann aber wurden 15 Fälle von Flecktyphus festgestellt. Ein Übergreifen auf die Bevölkerung von Drosendorf konnte aber verhindert werden.
Für die Dauer der Desinfektionsarbeiten im Schüttkasten wurde eine Baracke als Quartier errichtet. Diese diente außerdem auch als Übernahme-, Kontumaz- und Evakuationsbaracke für alle von der Bezirkshauptmannschaft Waidhofen an der Thaya verwalteten Internierungslager. Der Bauplan für diese Baracke stammte von einem internierten Architekten, der schon bei der Errichtung als Bauleiter fungierte. Noch in der ersten Hälfte des Jahres 1915 ging diese Baracke in Betrieb.
Im März 1915 erteilte die Bezirkshauptmannschaft Horn der Bezirkshauptmannschaft Waidhofen an der Thaya als Verwalterin des Internierungslagers Drosendorf im Bezirk Horn die wasserrechtliche Bewilligung zur Errichtung einer Wasserversorgungsanlage, die Ende Mai 1915 in Betrieb ging. Entnommen wurde das Wasser einem Brunnen an der Thaya. Es wurde in zwei Behälter im Dachboden des Schüttkastens gepumpt. Einer dieser Behälter war beheizbar, um sowohl den Internierten als auch den Wachsoldaten als Warmwasser zu dienen.
Das vom Lager nicht verwendete Wasser wurde an die Stadt Drosendorf abgegeben. Zu Anfang 1916 ließ jedoch die Ergiebigkeit des Brunnens so stark nach, dass das Kriegsüberwachungsamt eine neue Wasserleitung gestattete. Diese ging im Juli des gleichen Jahres in Betrieb und versorgte auch das bis Oktober 1916 neu errichtete Lagerspital.

## Mai 1915 bis 1921
Mit der Kriegserklärung des Königreichs Italien an Österreich-Ungarn am 23. Mai 1915 erging ein Befehl zur teilweisen Räumung der Internierungslager der Bezirkshauptmannschaft Waidhofen an der Thaya, um Platz für die neu zu internierenden „Reichsitaliener“ in einer Größenordnung von 1.500 bis 2.000 Personen zu schaffen. Das Lager in Drosendorf wurde noch im Mai evakuiert. Nur 50 bis 60 Internierte blieben zurück, um den Betrieb aufrechtzuerhalten.
Um das Lager wie angeordnet zu vergrößern, mussten mit den Grundstückseigentümern und Pächtern der südlich des Schüttkastens gelegenen Grundstücke Pachtverträge geschlossen werden. Der Ertrag der nicht mehr eingebrachten Ernte wurde geschätzt und ebenso abgelöst wie der Ernteausfall der folgenden Jahre. Die Bauarbeiten begannen Ende Mai, Anfang Juni (ein genaues Datum ist nicht eruierbar) und dauerten bis Ende August des Jahres 1915. Errichtet wurden vier Baracken für je 250 Personen mit angeschlossenen Latrinen, eine Wachbaracke mit einem Beobachtungsturm, eine Badeanstalt und eine Lagerkapelle. Im Falle des Auftretens von Infektionskrankheiten konnten in den Baracken eigene Badegelegenheiten eingebaut werden und die Baracken dadurch vom restlichen Lager völlig isoliert werden.
Der Schüttkasten wurde zur Nutzung durch die Lagerverwaltung umgestaltet. Im Erdgeschoß wurden eine Großküche, ein Speisesaal und eine Gelegenheit zum Abwaschen für das Essgeschirr eingebaut. Im ersten Stock wurden Wohnungen für in der Lagerverwaltung tätige Internierte errichtet. Im zweiten Stock wurden Kanzleien für die Lagerverwaltung eingerichtet, die teilweise im nahe gelegenen Schloss von Drosendorf untergebracht waren.
Bis zur Auflösung des Lagers im Jahr 1919 wurden kaum noch bauliche Änderungen vorgenommen.

## Lagerspital
Anlässlich der Erweiterung des Internierungslagers Drosendorf im Jahr 1915 wurde eine südlich des Bahnhofs Drosendorf gelegene Villa angemietet, um dort das Lagerspital einzurichten.
Mitte August 1915 beschloss der Bezirkshauptmann von Waidhofen an der Thaya die Errichtung eines Krankenhauses, welches alle Schwererkrankten der von ihm verwalteten Internierungslager aufnehmen sollte. Dieses war als Ersatz für das im Internierungslager Grossau auf Wunsch des neuen Schlossbesitzers geschlossene Krankenhaus gedacht.
Errichtet wurde das Spital mit 60 Betten durch eine Firma aus Wien, als Bauarbeiter fungierten Internierte aus dem benachbarten Lager. Am 18. Oktober 1916 wurde das Spital durch den Stadtpfarrer von Drosendorf, Ludolf Rudisch, eingeweiht. Am gleichen Tag fand unter der Leitung des Bezirksarztes von Waidhofen an der Thaya, Dr. Bruno Langbank, die erste Operation statt.

## Belegung
Ursprünglich war das Internierungslager Drosendorf hauptsächlich mit Briten, Franzosen, Russen und Serben belegt und nicht wie die meisten Kriegsgefangenenlager nach Nationen getrennt. Nach der Neubelegung im Jahr 1915 fanden sich hier fast nur noch Italiener, allerdings waren auch die übrigen Nationen weiterhin vertreten.
Wie aus Berichten der Bezirkshauptmannschaft Waidhofen an der Thaya hervorgeht, wurde diese gemischte Belegung als Vorteil empfunden, denn wegen der zahlreichen sich daraus ergebenden Reibereien waren die Internierten leichter unter Kontrolle zu halten. Ob damit auch ein gegenseitiges Bespitzeln („Vernadern“) gemeint war, ist nicht bekannt, aber anzunehmen. Reibereien ergaben sich zwischen den einzelnen Nationalitäten durch Standesunterschiede und die verschiedenen Religionen. Allerdings konnten sich diese Reibereien auch zu handfesten Auseinandersetzungen auswachsen. So ist ein Fall bekannt, in dem ein Lagerinsasse bei einer Auseinandersetzung einen Anderen tötete und einen Weiteren schwer verletzte. Er wurde in einem Zivilgerichtsprozess zu einer Haftstrafe verurteilt, wo er verstarb. Lediglich jüdische Internierte wurden 1915 im Internierungslager Markl zusammengelegt, um deren koschere Ernährung zu erleichtern. Einige hier verstorbene Juden wurden in Horn auf dem Friedhof der IKG Horn beigesetzt.

## Konfinierung
Zusätzlich zum Internierungslager Drosendorf wurden in Drosendorf und Drosendorf-Altstadt ab Anfang 1915 auch noch etwa 100 finanzkräftige Personen konfiniert. Finanzkräftig deshalb, da die auf diese Art Internierten für die Unterkunft in Privatquartieren und Verpflegung selbst aufkommen mussten. Außerdem musste bei ihnen ein geringes Fluchtrisiko bestehen. Innerhalb eines bestimmten Bereichs und zu bestimmten Zeiten durften sie sich frei bewegen, mussten ihre Mahlzeiten daheim einnehmen und sich zu bestimmten Zeiten bei einer Aufsichtsperson melden.

## Béla Kun
Nach dem Zusammenbruch der kommunistischen Räterepublik 1919 in Ungarn flüchtete Béla Kun nach Österreich, wo er mit seinen Anhängern, darunter Ko-Revolutionär Eugen Landler, Asyl erhielt und interniert wurde. Anfang Juli trafen die ersten Ungarn in Drosendorf ein, um hier im Lager einquartiert zu werden. Dies löste jedoch großen Unmut in der Bevölkerung aus, besonders unter den Landwirten, die ihren Grund und Boden wieder bewirtschaften wollten.
Ende August 1919 wurde Béla Kun mit seinen Anhängern nach Schloss Karlstein an der Thaya verlegt.

## Auflösung
Nach der Unterzeichnung des Waffenstillstandes am 3. November 1918 war das Lager am 7. November 1918 verlassen. Die österreichischen Wachsoldaten waren desertiert und die Internierten hatten ebenfalls die Heimreise angetreten. Zurück blieben nur der Lagerverwalter und Verwaltungspersonal.
Zurückgebliebene und brauchbare Lagerbestände wie Kleidung und Brennmaterial, aber auch Lebensmittel sollten der Not leidenden Bevölkerung zugutekommen. Allerdings entbrannte ein heftiger Kampf um diese Verteilung. Drosendorfer Bürger, die Bezirkshauptmannschaft Waidhofen an der Thaya als Lagerverwalterin und auch die Bezirkshauptmannschaft Horn als für Drosendorf an der Thaya zuständige Verwaltungsbehörde stritten gemeinsam mit der neu aufgestellten Volkswehr um die Zuständigkeit, die schließlich mit einem Kompromiss gelöst wurde.
Die Einquartierung von Béla Kun und seiner Gruppe verzögerte die Auflösung des Lagers und so erfolgte die Übergabe des Internierungslagers an die Hauptanstalt für Sachdemobilisierung erst am 25. November 1919, während das Lagerspital der Stadt Drosendorf zur treuhänderischen Verwaltung übergeben wurde.
Im Sommer 1920 wurde das Lager endgültig aufgelöst.